# Tournoi pré-olympique de football de 1967-1968
Navigation
Tokyo 1964 Munich 1972
Le tournoi pré-olympique de football de 1967-1968 a eu pour but de désigner les 14 nations qualifiées pour participer au tournoi final de football, disputé lors des Jeux olympiques de Mexico en 1968. Médaillée d'or et tenante du titre, la Hongrie est qualifiée d'office ainsi que le Mexique en tant que pays hôte, ces deux nations complètent ainsi le total des 16 participants à la phase finale.
Sur 76 nations inscrites au départ, 62 pays originaires de cinq continents ont effectivement pris part aux matches de qualification, qui ont eu lieu du 22 mars 1967 au 30 juin 1968, et étaient répartis entre les cinq confédérations comme suit :
- 17 équipes d'Europe (UEFA)
- 08 équipes d'Amérique du Sud (CONMEBOL)
- 12 équipes d'Amérique du Nord et d'Amérique centrale (CONCACAF)
- 11 équipes d'Asie (AFC)
- 14 équipes d'Afrique (CAF)

Les quatre nations britanniques (l'Angleterre, l'Écosse, l'Irlande du Nord et le pays de Galles) sont réunies sous la bannière de la Grande-Bretagne. L'Albanie, la Birmanie, la Corée du Nord, le Honduras, Hong Kong, l'Inde, l'Iran, l'Italie, la Malaisie, le Mali, l'Ouganda, le Pakistan, la République arabe unie et la Yougoslavie déclarent forfait sans disputer la moindre rencontre.

## Pays qualifiés
| Tournoi qualificatif           | Dates                                | Lieu                   | Places | Qualifiés                               |
| ------------------------------ | ------------------------------------ | ---------------------- | ------ | --------------------------------------- |
| Pays organisateur              |                                      |                        | 1      | Mexique                                 |
| Tenant du titre                |                                      |                        | 1      | Hongrie                                 |
| Tournoi pré-olympique UEFA     | du 22 mars 1967 au 1er juin 1968     | Itinérant              | 4      | Tchécoslovaquie Bulgarie France Espagne |
| Tournoi pré-olympique CONMEBOL | du 19 mars au 9 avril 1968           | Colombie               | 2      | Brésil Colombie                         |
| Tournoi pré-olympique CONCACAF | du 21 mai 1967 au 2 juin 1968        | Itinérant              | 2      | Salvador Guatemala                      |
| Tournoi pré-olympique AFC      | du 27 septembre 1967 au 22 mars 1968 | Tokyo Bangkok Tel Aviv | 3      | Japon Thaïlande Israël                  |
| Tournoi pré-olympique CAF      | du 9 avril 1967 au 30 juin 1968      | Itinérant              | 3      | Guinée Nigeria Maroc Ghana              |
| Total                          |                                      |                        | 16     |                                         |

## Résultats des qualifications par confédération
Dans les phases de qualification en groupe disputées selon le système de championnat, en cas d’égalité de points de plusieurs équipes à l'issue de la dernière journée, les critères suivants sont appliqués dans l'ordre indiqué pour établir leur classement :

- Meilleure différence de buts,
- Plus grand nombre de buts marqués.

Dans le système à élimination directe avec des matches aller et retour, en cas d'égalité parfaite au score cumulé des deux rencontres, les mesures suivantes sont d'application :

- Organisation de prolongations et, au besoin, d'une séance de tirs au but, si les deux équipes sont toujours à égalité au terme des prolongations (UEFA), ou
- Nécessité d'un match d'appui disputé sur terrain neutre (CONCACAF, CAF), ou
- Désignation du vainqueur par tirage au sort (CONCACAF, CAF), et
- La règle des buts marqués à l'extérieur n'est pas en vigueur.

### Europe (UEFA)
Le tournoi européen de qualification aux Jeux olympiques d'été de 1968 s'est déroulé entre le 22 mars 1967 et le 1er juin 1968. Trois tours ont été disputés entre quatre groupes de cinq équipes, à l'issue desquels le vainqueur de chaque finale de poule s'est qualifié pour les Jeux à l'issue d'un système à élimination directe disputé en match aller-retour, en jouant si nécessaire un match d'appui car la règle des buts marqués à l'extérieur n'est pas en vigueur. Au terme de ces éliminatoires, la Tchécoslovaquie, la Bulgarie, la France et l'Espagne ont décroché leur participation au tournoi olympique.

#### Groupe 1

##### Premier tour
| Équipe 1         | Résultat | Équipe 2        | Aller | Retour |
| ---------------- | -------- | --------------- | ----- | ------ |
| Union soviétique | -        | Albanie forfait | -     | -      |

##### Second tour
| Équipe 1        | Résultat | Équipe 2            | Aller | Retour |
| --------------- | -------- | ------------------- | ----- | ------ |
| Pologne         | 1 - 3    | Union soviétique    | 0 - 1 | 1 - 2  |
| Tchécoslovaquie | -        | Yougoslavie forfait | -     | -      |

##### Finale
| Équipe 1         | Résultat | Équipe 2        | Aller | Retour |
| ---------------- | -------- | --------------- | ----- | ------ |
| Union soviétique | 3 - 5    | Tchécoslovaquie | 3 - 2 | 0 - 3  |

#### Groupe 2

##### Premier tour
| Équipe 1 | Résultat | Équipe 2           | Aller | Retour |
| -------- | -------- | ------------------ | ----- | ------ |
| Grèce    | 0 - 10   | Allemagne de l'Est | 0 - 5 | 0 - 5  |

##### Second tour
| Équipe 1           | Résultat | Équipe 2 | Aller | Retour |
| ------------------ | -------- | -------- | ----- | ------ |
| Turquie            | 2 - 6    | Bulgarie | 2 - 3 | 0 - 3  |
| Allemagne de l'Est | 2 - 0    | Roumanie | 1 - 0 | 1 - 0  |

##### Finale
| Équipe 1 | Résultat | Équipe 2           | Aller | Retour |
| -------- | -------- | ------------------ | ----- | ------ |
| Bulgarie | 6 - 4    | Allemagne de l'Est | 4 - 1 | 2 - 3  |

#### Groupe 3

##### Premier tour
| Équipe 1 | Résultat | Équipe 2 | Aller | Retour |
| -------- | -------- | -------- | ----- | ------ |
| Finlande | 1 - 0    | Pays-Bas | 0 - 0 | 1 - 0  |

##### Second tour
| Équipe 1 | Résultat | Équipe 2 | Aller | Retour   |
| -------- | -------- | -------- | ----- | -------- |
| Suisse   | 2 - 4    | Autriche | 1 - 0 | 1 - 4 ap |
| Finlande | 2 - 4    | France   | 1 - 1 | 1 - 3    |

##### Finale
| Équipe 1 | Résultat | Équipe 2 | Aller | Retour |
| -------- | -------- | -------- | ----- | ------ |
| France   | 4 - 2    | Autriche | 3 - 1 | 1 - 1  |

#### Groupe 4

##### Premier tour
| Équipe 1 | Résultat | Équipe 2 | Aller | Retour |
| -------- | -------- | -------- | ----- | ------ |
| Islande  | 4 - 6    | Espagne  | 1 - 1 | 3 - 5  |

##### Second tour
| Équipe 1             | Résultat | Équipe 2        | Aller | Retour |
| -------------------- | -------- | --------------- | ----- | ------ |
| Allemagne de l’Ouest | 1 - 2    | Grande-Bretagne | 0 - 2 | 1 - 0  |
| Espagne              | -        | Italie forfait  | -     | -      |

##### Finale
| Équipe 1 | Résultat | Équipe 2        | Aller | Retour |
| -------- | -------- | --------------- | ----- | ------ |
| Espagne  | 1 - 0    | Grande-Bretagne | 1 - 0 | 0 - 0  |

### Amérique du Sud (CONMEBOL)
Le tournoi pré-olympique sud-américain s'est déroulé du 19 mars au 9 avril 1968 dans quatre villes de Colombie : Medellín, Barranquilla, Bogota et Cali. Les huit nations participantes ont été versées dans deux poules de quatre équipes. Les deux équipes les mieux classées de chacun des deux groupes se sont retrouvées pour le tournoi final au sein d'un groupe unique dont les deux premiers étaient placés pour le tournoi olympique au terme d'une compétition à match unique entre chacun des adversaires. À l'issue de ces éliminatoires, le Brésil et la Colombie se sont qualifiés.

#### Premier tour

##### Groupe 1
Les rencontres ont été disputées à Medellín et Barranquilla en Colombie du 19 au 27 mars 1968.
| Rang | Équipe    | Pts | J | G | N | P | Bp | Bc | Diff |  | Résultats (▼ dom., ► ext.) |  |     |     |     |
| ---- | --------- | --- | - | - | - | - | -- | -- | ---- |  | -------------------------- |  | --- | --- | --- |
| 1    | Paraguay  | 5   | 3 | 2 | 1 | 0 | 4  | 0  | +4   |  | Paraguay                   |  | 0-0 | 1-0 | 3-0 |
| 2    | Brésil    | 4   | 3 | 1 | 2 | 0 | 3  | 0  | +3   |  | Brésil                     |  |     | 0-0 | 3-0 |
| 3    | Chili     | 3   | 3 | 1 | 1 | 1 | 1  | 1  | 0    |  | Chili                      |  |     |     | 1-0 |
| 4    | Venezuela | 0   | 3 | 0 | 0 | 3 | 0  | 7  | -7   |  | Venezuela                  |  |     |     |     |

##### Groupe 2
Les rencontres ont été disputées à Bogota et Cali en Colombie du 19 au 27 mars 1968.
| Rang | Équipe   | Pts | J | G | N | P | Bp | Bc | Diff |  | Résultats (▼ dom., ► ext.) |  |     |     |     |
| ---- | -------- | --- | - | - | - | - | -- | -- | ---- |  | -------------------------- |  | --- | --- | --- |
| 1    | Colombie | 5   | 3 | 2 | 1 | 0 | 4  | 2  | +2   |  | Colombie                   |  | 1-1 | 2-1 | 1-0 |
| 2    | Uruguay  | 4   | 3 | 1 | 2 | 0 | 3  | 1  | +2   |  | Uruguay                    |  |     | 0-0 | 2-0 |
| 3    | Pérou    | 2   | 3 | 0 | 2 | 1 | 2  | 3  | -1   |  | Pérou                      |  |     |     | 1-1 |
| 4    | Équateur | 1   | 3 | 0 | 1 | 2 | 1  | 4  | -3   |  | Équateur                   |  |     |     |     |

#### Tournoi final
Le tournoi a été disputé à Bogota en Colombie du 31 mars au 9 avril 1968.
| Rang | Équipe   | Pts | J | G | N | P | Bp | Bc | Diff |  | Résultats (▼ dom., ► ext.) |  |     |     |     |
| ---- | -------- | --- | - | - | - | - | -- | -- | ---- |  | -------------------------- |  | --- | --- | --- |
| 1    | Brésil   | 4   | 3 | 2 | 0 | 1 | 6  | 2  | +4   |  | Brésil                     |  | 3-0 | 1-2 | 2-0 |
| 2    | Colombie | 4   | 3 | 2 | 0 | 1 | 6  | 5  | +1   |  | Colombie                   |  |     | 2-0 | 4-2 |
| 3    | Uruguay  | 3   | 3 | 1 | 1 | 1 | 5  | 6  | -1   |  | Uruguay                    |  |     |     | 3-3 |
| 4    | Paraguay | 1   | 3 | 0 | 1 | 2 | 5  | 9  | -4   |  | Paraguay                   |  |     |     |     |

### Amérique du Nord, Amérique centrale et Caraïbes (CONCACAF)
La phase de qualification de la CONCACAF a eu lieu du 21 mai 1967 au 2 juin 1968 et a permis au Guatemala et au Salvador de se qualifier pour le tournoi olympique, le Mexique est quant à lui placé d'office en tant que pays hôte. Trois tours ont été disputés entre les treize nations participantes réparties en deux groupes, à l'issue desquels le vainqueur de chaque finale de poule s'est qualifié pour les Jeux à l'issue d'un système à élimination directe disputé en match aller-retour où la règle des buts marqués à l'extérieur n'est pas en vigueur.

#### Groupe 1

##### Premier tour
| Équipe 1               | Résultat | Équipe 2   | Aller | Retour |
| ---------------------- | -------- | ---------- | ----- | ------ |
| Bermudes               | 2 - 1    | États-Unis | 1 - 1 | 1 - 0  |
| République dominicaine | 0 - 14   | Haïti      | 0 - 8 | 0 - 6  |

##### Second tour
| Équipe 1   | Résultat | Équipe 2 | Aller | Retour   | Appui    |
| ---------- | -------- | -------- | ----- | -------- | -------- |
| Costa Rica | 5 - 4    | Haïti    | 3 - 1 | 2 - 3    | -        |
| Guatemala  | 3 - 2 ap | Bermudes | 1 - 1 | 0 - 0 ap | 2 - 1 ap |

##### Finale
| Équipe 1  | Résultat   | Équipe 2   | Aller | Retour |
| --------- | ---------- | ---------- | ----- | ------ |
| Guatemala | 3 - 3 toss | Costa Rica | 1 - 0 | 2 - 3  |

#### Groupe 2

##### Premier tour
| Équipe 1          | Résultat | Équipe 2            | Aller | Retour |
| ----------------- | -------- | ------------------- | ----- | ------ |
| Salvador          | 1 - 0    | Honduras forfait    | 1 - 0 | -      |
| Trinité-et-Tobago | 3 - 5    | Guyane néerlandaise | 1 - 0 | 2 - 5  |
| Cuba              | 3 - 2    | Canada              | 1 - 1 | 2 - 1  |

##### Second tour
| Équipe 1               | Résultat | Équipe 2          | Aller | Retour |
| ---------------------- | -------- | ----------------- | ----- | ------ |
| Antilles néerlandaises | 3 - 4    | Trinité-et-Tobago | 3 - 0 | 0 - 4  |
| Salvador               | 5 - 1    | Cuba              | 3 - 0 | 2 - 1  |

##### Finale
| Équipe 1 | Résultat | Équipe 2          | Aller | Retour |
| -------- | -------- | ----------------- | ----- | ------ |
| Salvador | 4 - 1    | Trinité-et-Tobago | 2 - 0 | 2 - 1  |

### Asie (AFC)
La phase de qualification asiatique a été jouée entre le 27 septembre 1967 et le 22 mars 1968 en trois groupes de six équipes. Le premier groupe ayant désigné le vainqueur, et premier qualifié, au terme d'une compétition à match unique contre chacun des adversaires a eu lieu à Tokyo au Japon. Les deux autres groupes, disputés à Bangkok en Thaïlande et à Tel Aviv en Israël, ont livré leurs vainqueurs et qualifiés respectifs au terme d'une compétition en matches aller et retour. Au terme de cette phase éliminatoire, le Japon, la Thaïlande et Israël ont gagné le droit de disputer le tournoi olympique. La Birmanie, la Corée du Nord, Hong Kong, l'Inde, l'Iran, la Malaisie et le Pakistan déclarent tous forfait.

#### Groupe 1
Le tournoi final a été disputé à Tokyo au Japon du 27 septembre au 10 octobre 1967.

##### Tour final
| Rang | Équipe       | Pts | J | G | N | P | Bp | Bc | Diff |  | Résultats (▼ dom., ► ext.) |  |     |     |     |     |      |
| ---- | ------------ | --- | - | - | - | - | -- | -- | ---- |  | -------------------------- |  | --- | --- | --- | --- | ---- |
| 1    | Japon        | 9   | 5 | 4 | 1 | 0 | 26 | 4  | +22  |  | Japon                      |  | 3-3 | 3-1 | 1-0 | 4-0 | 15-0 |
| 2    | Corée du Sud | 9   | 5 | 4 | 1 | 0 | 17 | 5  | +12  |  | Corée du Sud               |  |     | 2-0 | 3-0 | 4-2 | 5-0  |
| 3    | Liban        | 5   | 5 | 2 | 1 | 2 | 18 | 9  | +9   |  | Liban                      |  |     |     | 1-1 | 5-2 | 11-1 |
| 4    | Sud-Vietnam  | 5   | 5 | 2 | 1 | 2 | 14 | 5  | +9   |  | Sud-Vietnam                |  |     |     |     | 3-0 | 10-0 |
| 5    | Taïwan       | 2   | 5 | 1 | 0 | 4 | 11 | 18 | -7   |  | Taïwan                     |  |     |     |     |     | 7-2  |
| 6    | Philippines  | 0   | 5 | 0 | 0 | 5 | 3  | 48 | -45  |  | Philippines                |  |     |     |     |     |      |

#### Groupe 2
Le tournoi final a été disputé à Bangkok en Thaïlande du 12 au 22 janvier 1968.

##### Tour final
| Rang | Équipe    | Pts     | J       | G       | N       | P       | Bp      | Bc      | Diff    |  | Résultats (▼ dom., ► ext.) |     |     |     |
| ---- | --------- | ------- | ------- | ------- | ------- | ------- | ------- | ------- | ------- |  | -------------------------- | --- | --- | --- |
| 1    | Thaïlande | 6       | 4       | 3       | 0       | 1       | 5       | 6       | -1      |  | Thaïlande                  |     | 2-1 | 1-0 |
| 2    | Irak      | 3       | 4       | 1       | 1       | 2       | 7       | 5       | +2      |  | Irak                       | 4-0 |     | 1-1 |
| 3    | Indonésie | 3       | 4       | 1       | 1       | 2       | 4       | 5       | -1      |  | Indonésie                  | 1-2 | 2-1 |     |
| -    | Hong Kong | Forfait | Forfait | Forfait | Forfait | Forfait | Forfait | Forfait | Forfait |  |                            |     |     |     |
| -    | Malaisie  | Forfait | Forfait | Forfait | Forfait | Forfait | Forfait | Forfait | Forfait |  |                            |     |     |     |
| -    | Pakistan  | Forfait | Forfait | Forfait | Forfait | Forfait | Forfait | Forfait | Forfait |  |                            |     |     |     |

#### Groupe 3
Le tournoi final a été disputé à Tel Aviv en Israël du 17 au 22 mars 1968.

##### Tour final
| Rang | Équipe        | Pts     | J       | G       | N       | P       | Bp      | Bc      | Diff    |  | Résultats (▼ dom., ► ext.) |     |     |
| ---- | ------------- | ------- | ------- | ------- | ------- | ------- | ------- | ------- | ------- |  | -------------------------- | --- | --- |
| 1    | Israël        | 4       | 2       | 2       | 0       | 0       | 11      | 0       | +11     |  | Israël                     |     | 7-0 |
| 2    | Ceylan        | 0       | 2       | 0       | 0       | 2       | 0       | 11      | -11     |  | Ceylan                     | 0-4 |     |
| -    | Birmanie      | Forfait | Forfait | Forfait | Forfait | Forfait | Forfait | Forfait | Forfait |  |                            |     |     |
| -    | Corée du Nord | Forfait | Forfait | Forfait | Forfait | Forfait | Forfait | Forfait | Forfait |  |                            |     |     |
| -    | Inde          | Forfait | Forfait | Forfait | Forfait | Forfait | Forfait | Forfait | Forfait |  |                            |     |     |
| -    | Iran          | Forfait | Forfait | Forfait | Forfait | Forfait | Forfait | Forfait | Forfait |  |                            |     |     |

### Afrique (CAF)
Le tournoi africain de qualifications pour les Jeux olympiques d’été de 1968 s’est déroulé sur trois tours entre le 9 avril 1967 et le 30 juin 1968. Les trois qualifiés au tournoi olympique ont été déterminés, au terme des trois rondes répartissant les quatorze nations participantes dans trois groupes, à l'issue d'un système à élimination directe disputé en match aller-retour. Après le troisième tour, la Guinée, le Nigeria et le Maroc se sont qualifiés pour le tournoi olympique, néanmoins le Maroc a été remplacé par le Ghana.

#### Groupe 1

##### Premier tour
| Équipe 1 | Résultat | Équipe 2 | Aller | Retour |
| -------- | -------- | -------- | ----- | ------ |
| Libye    | 4 - 2    | Niger    | 2 - 0 | 2 - 2  |
| Gabon    | 1 - 6    | Guinée   | 0 - 0 | 1 - 6  |

##### Deuxième tour
| Équipe 1 | Résultat | Équipe 2                | Aller | Retour |
| -------- | -------- | ----------------------- | ----- | ------ |
| Libye    | 2 - 3    | Algérie                 | 1 - 1 | 1 - 2  |
| Guinée   | -        | Rép. arabe unie forfait | -     | -      |

##### Finale
| Équipe 1 | Résultat | Équipe 2 | Aller | Retour |
| -------- | -------- | -------- | ----- | ------ |
| Algérie  | 4 - 5    | Guinée   | 2 - 2 | 2 - 3  |

#### Groupe 2

##### Premier tour
| Équipe 1   | Résultat | Équipe 2        | Aller | Retour |
| ---------- | -------- | --------------- | ----- | ------ |
| Madagascar | 6 - 2    | Tanzanie        | 4 - 2 | 2 - 0  |
| Nigeria    | -        | Ouganda forfait | -     | -      |

##### Deuxième tour
| Équipe 1   | Résultat   | Équipe 2 | Aller | Retour |
| ---------- | ---------- | -------- | ----- | ------ |
| Nigeria    | 2 - 2 toss | Soudan   | 1 - 0 | 1 - 2  |
| Madagascar | 4 - 8      | Éthiopie | 1 - 0 | 3 - 8  |

##### Finale
| Équipe 1 | Résultat | Équipe 2 | Aller | Retour |
| -------- | -------- | -------- | ----- | ------ |
| Nigeria  | 3 - 2    | Éthiopie | 3 - 1 | 0 - 1  |

#### Groupe 3

##### Premier tour
| Équipe 1 | Résultat | Équipe 2     | Aller | Retour |
| -------- | -------- | ------------ | ----- | ------ |
| Cameroun | -        | Mali forfait | -     | -      |

##### Deuxième tour
| Équipe 1         | Résultat   | Équipe 2 | Aller | Retour |
| ---------------- | ---------- | -------- | ----- | ------ |
| Maroc            | 1 - 1 toss | Tunisie  | 1 - 1 | 0 - 0  |
| forfait Cameroun | 3 - 3      | Ghana    | 1 - 0 | 2 - 3  |

##### Finale
| Équipe 1 | Résultat | Équipe 2 | Aller | Retour |
| -------- | -------- | -------- | ----- | ------ |
| Maroc    | 3 - 2    | Ghana    | 1 - 1 | 2 - 1  |